# Циклис, Даниил Семёнович
Даниил Семёнович Ци́клис (1911—1978) — советский учёный, физикохимик. Доктор химических наук, профессор.

## Биография
Окончил МХТИ имени Д. И. Менделеева (1936). С 1941 работал в Государственном научно-исследовательском и проектном институте азотной промышленности и продуктов органического синтеза.

## Научная деятельность
Специалист в области исследования газов при высоких и сверхвысоких давлениях. Один из авторов открытия нового типа фазовых равновесий газ — газ: совместно с И. Р. Кричевским и П. Е. Большаковым впервые показал, что при давлении в несколько тысяч атмосфер некоторые газовые смеси (например, смесь аммиака с азотом) расслаиваются (1941).
Создал установку для изучения сжимаемости газов при давлениях до 10 кбар и температурах до 4000 градусов.
Доктор химических наук (1955). Тема диссертации «Фазовые равновесия в системах, содержащих газовую фазу, при сверхвысоких давлениях».

### Сочинения
- Расслоение газовых смесей. М., 1969;
- Техника физико-химических исследований при высоких и сверхвысоких давлениях. 4-е изд. М., 1976;
- Плотные газы. М., 1977.

## Награды и звания
- Сталинская премия II степени (22 марта 1943) — за научные работы: «Гетерогенные равновесия в системе аммиак-азот при высоких давлениях», опубликованную в 1941 году, и «Ограниченная взаимная растворимость газов при высоких давлениях», законченную в 1942 году